# Мічурінське (Хабаровський район)
Мічу́рінське (рос. Мичуринское) — село у складі Хабаровського району Хабаровського краю, Росія. Адміністративний центр Мічурінського сільського поселення.

## Населення
Населення — 987 осіб (2010; 913 у 2002).
Національний склад (станом на 2002 рік):
- росіяни — 91 %